# Bertalan (Brassó)
Bertalan (románul Bartolomeu) Brassó északnyugati részén fekvő, nagy kiterjedésű negyede. Nevét a Szent Bertalan-templomról kapta. Számos ipari létesítmény található itt, és külön vasútállomása van. Közigazgatásilag két részre oszlik: Bertalan (az E68 főúttól délre) és Bertalan-észak (a főúttól északra). Az előbbi rész magában foglalja a történelmi Óbrassót is.